# Knut Valdemarsson av Danmark
Knut Valdemarsson av Danmark, född cirka 1205, död 1260, var hertig av Reval (Tallinn). Utomäktenskaplig son till Valdemar Sejr och Guttorm jarls dotter Helena Guttormsdotter.
Knut Valdemarsson blev omkring 1219 hertig av Estland, senare av Blekinge, möjligen sist av Lolland. I brödrastriden kämpade han 1247 med Abel och Kristofer mot Erik Plogpenning, tillfångatogs men befriades av lybeckarna. Knut fick även den danske kungens besittningar i Sverige, där hans son Svantepolk bosatte sig. En annan son, Erik (död 1304), blev 1285 hertig av södra Halland.

## Barn
- Svantepolk Knutsson